# Lampropeltis californiae
Espèce
Synonymes
- Coluber californiae Blainville, 1835
- Ophibolus boylii  Baird & Girard, 1853
- Lampropeltis boylii var. conjuncta Cope, 1861
- Lampropeltis getulus eiseni Yarrow, 1882
- Lampropeltis nitida Van Denburgh, 1895
- Lampropeltis conjuncta Cope, 1861
- Lampropeltis yumensis Blanchard, 1919
- Lampropeltis catalinensis 
Van Denburgh & Slevin, 1921
- Lampropeltis getula yumensis Blanchard, 1919
- Lampropeltis getula nigrita 
Zweifel & Norris, 1955
- Lampropeltis getula californiae 
Seufer & Jauch, 1980

La Couleuvre royale de Californie (Lampropeltis californiae) est une espèce de serpents de la famille des Colubridae.

## Répartition
Cette espèce se rencontre :
- aux États-Unis, en Arizona, en Californie, dans le sud de l'Oregon, dans le Sud et l'Ouest du Nevada, dans le Sud de l'Utah ;
- au Mexique, en Basse-Californie et au Sonora.

## Description
La couleuvre royale de Californie mesure entre 76 et 150 cm. Son dos est noir ou brun foncé et présente entre 21 et 44 anneaux blancs ou jaune clair. Certains individus, notamment ceux de la côte Pacifique, présentent une fine ligne médiane blanche parcourant le dos depuis la nuque jusqu'à la queue.
Selon quelques auteurs des hybridations sont possibles entre cette espèce et Lampropeltis splendida.

## Étymologie
Son nom d'espèce, californiae, fait référence au lieu de sa découverte.

## Publication originale
- Blainville, 1835 : Description de quelques espèces de reptiles de la Californie précédée de l’analyse d’un système général d’herpétologie et d’amphibologie. Nouvelles Annales du Museum d'Histoire Naturelle de Paris, vol. 4, p. 232-296 (texte intégral).